# Voyage en cuisine
Voyage en cuisine (titre de l'émission en allemand : Küchen der Welt) est une émission de télévision présentée par Pierre Raffard et diffusée 18 h 55 du lundi au jeudi sur Arte depuis le 6 janvier 2025. Voyage en cuisine est un magazine culturel de découverte culinaire autour du monde, produite en France et doublée en Allemand. Il ne faut pas la confondre avec l'émission Cuisine des terroirs, aussi produite par Arte. C'est une émission soeur de Invitation au Voyage.

## Présentation
Voyage en cuisine est une émission culturelle reposant sur la découverte ou la redécouverte de recettes et des cultures qui leur sont liées. La majeure partie de l'émission consiste en un reportage durant lequel un Journaliste reporter d'images va découvrir une recette et un chef qui la prépare. Ce reportage est entrecoupé de parties explicatives, filmées à Paris ou dans ses alentours, durant lesquelles Pierre Raffard apporte du savoir et des anecdotes lors d'une discussion avec le journaliste. L'émission comporte aussi d'autres rubriques :
- « Le goût du pays » (titre en allemand : Nostalgiegeschmack), partant à la rencontre d'une personne ayant changé de pays pour apprendre ses adaptations culturelles et culinaires.
- « La Supérette » (titre en allemand : Kulinarische Mitbringsel), qui remplace une fois par semaine Le goût du pays et propose une visite dans un supermarché, une boutique ou un marché pour conseiller les spécialités culinaires à ramener des destinations visitées, souvent avec une pointe d'humour.
- « À vos marmites ! » (titre en allemand : Ran an die Töpfe!), présente à toutes les émissions, est un format court donnant une recette simplifiée du plat ou dessert présenté durant l'émission. Elle peut être diffusée seule sur les plateformes de replay et Youtube. La rubrique est animée et produite par Upian Studio[3].

L'habillage de l'émission est conçu par Upian Studio.
Dans l’esprit franco-allemand de la chaîne, le présentateur conclut toujours l’émission par « guten Appetit », signifiant « bon appétit » en français.

## Liste des épisodes
| Numéro | Titre                                               |
| ------ | --------------------------------------------------- |
| 1      | Corée du Sud : le poulet frit                       |
| 2      | Mexique : les tetelas                               |
| 3      | La Réunion : le cabri massalé                       |
| 4      | Portugal : la francesinha                           |
| 5      | Louisiane : les écrevisses cajun                    |
| 6      | Andalousie : l'aubergine abnuelada                  |
| 7      | Sénégal : le mafé                                   |
| 8      | Écosse : le haggis                                  |
| 9      | Naples : le sartu di riso                           |
| 10     | Corée du Sud : le bibimpap                          |
| 11     | Portugal : le bacalhau à Gomes de Sá                |
| 12     | La Louisiane : les huîtres Rockfeller               |
| 13     | Sénégal : le thiéboudienne                          |
| 14     | Mexique : les tlayudas                              |
| 15     | La Réunion : le gâteau à la patate douce et vanille |
| 16     | Écosse : le arbroath smokie                         |
| 17     | Géorgie : le kharcho                                |
| 18     | Corée du Sud : le kimchi                            |
| 19     | Andalousie : les tapas                              |
| 20     | Louisiane : le gumbo                                |
| 21     | Sénégal : le thiéré                                 |
| 22     | Mexique : le mole                                   |
| 23     | Naples : la pastiera Napoletana                     |
| 24     | Berlin : la currywurst                              |
| 25     | La Réunion : le rougail saucisse                    |
| 26     | Andalousie : la queue de taureau                    |
| 27     | Louisiane : la crevette créole                      |
| 28     | Portugal : les sardines                             |
| 29     | Lyon : le pâté en croûte                            |
| 30     | Naples : les pâtes aux haricots                     |
| 31     | Corée du Sud : le barbecue coréen                   |
| 32     | Géorgie : le chakapuli                              |
| 33     | Mexique : les tamales                               |
| 34     | Allemagne : le rundstück warm                       |
| 35     | Sénégal : le poulet yassa                           |
| 36     | Pays basque : la pipérade                           |
| 37     | Andalousie : le gaspacho                            |
| 38     | Écosse : le shortbread                              |
| 39     | Provence : la bouillabaisse                         |
| 40     | La Réunion : le chop suey                           |
| 41     | Géorgie : le khinkali                               |
| 42     | Provence : les pieds paquets                        |
| 43     | Turquie : le kebab                                  |
| 44     | Bourgogne : les escargots                           |
| 45     | Japon : le sushi                                    |
| 46     | Bourgogne : le boeuf bourguignon                    |
| 47     | Naples : la pizza napolitaine                       |
| 48     | Allemagne : l'aalsuppe                              |
| 49     | Lyon : les quenelles                                |
| 50     | Japon : le ramen                                    |
| 51     | Turquie : la soupe Beyran                           |
| 52     | Allemagne : les Königsberger Klopse                 |
| 53     | Turquie : le hünkar begendi                         |
| 54     | Sète : la gardianne de taureau                      |
| 55     | Bologne : les tortellini                            |
| 56     | Japon : le bento                                    |
| 57     | Bologne : les tagliatelles al ragù                  |
| 58     | Turquie : le baklava                                |
| 59     | Géorgie : le khachapuri                             |
| 60     | Pays basque : le ttoro                              |
| 61     | Pérou : le ceviche                                  |
| 62     | Florence : le zuccotto                              |
| 63     | Provence : la soupe au pistou                       |
| 64     | Chicago : le hot dog                                |
| 65     | Florence : le peposo                                |
| 66     | Chicago : la deep-dish pizza                        |
| 67     | Pérou : le lomo saltado                             |
| 68     | Pays basque : le gâteau basque                      |
| 69     | Belgique : les croquettes de crevettes grises       |
| 70     | Chicago : le jibarito                               |
| 71     | Japon : le kaiseki                                  |
| 72     | Pérou : les anticuchos                              |
| 73     | Viêtnam : le phở                                    |
| 74     | Belgique : la joue de veau                          |
| 75     | Inde : le curry de crevettes                        |
| 76     | Grèce : la soupe kakavia                            |
| 77     | Chicago : le bone-in dry age                        |
| 78     | Athènes : le kleftiko                               |
| 79     | Inde : le bebinca                                   |
| 80     | Îles Canaries : la ropa vieja                       |
| 81     | Portugal : les pasteis de nata                      |
| 82     | Écosse : les oatcakes                               |
| 83     | Belgique : les moules-frites                        |
| 84     | Pays basque : l'axoa                                |